# Champis, Ardèche

Champis este o comună în departamentul Ardèche din sud-estul Franței. În 1 ianuarie 2022 avea o populație de 659 de locuitori.